# Carl Ludwig (Hohenlohe-Weikersheim)

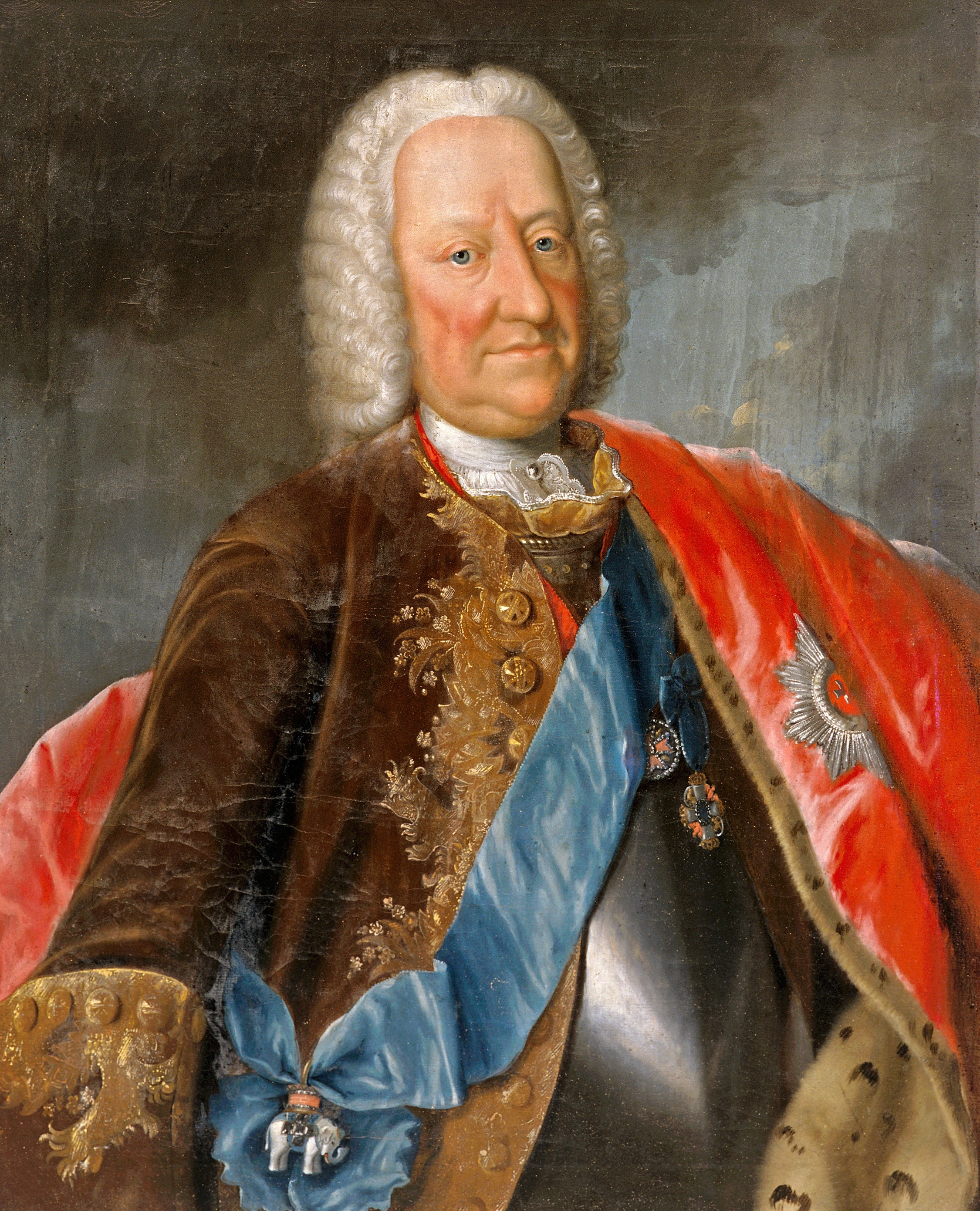
Graf Carl Ludwig zu Hohenlohe-Weikersheim, gemalt 1753 von J. G. Günther, Schloss Weikersheim

Carl Ludwig zu Hohenlohe-Weikersheim (* 23. September 1674 in Ohrdruf; † 5. Mai 1756 in Weikersheim), auch in der Schreibweise Karl Ludwig, war von 1702 bis 1756 regierender Graf von Hohenlohe und Gleichen, seit 1709 mit Residenz in Weikersheim, und gilt als der Urheber des barocken Erscheinungsbildes sowohl des dortigen Schlosses als auch der dazugehörigen Gartenanlagen.

## Abstammung
Carl Ludwig Graf zu Hohenlohe-Weikersheim war der dritte Sohn von Graf Johann Friedrich I. von Hohenlohe-Öhringen (* 31. Juli 1617 in Neuenstein; † 17. Oktober 1702 in Öhringen) und seiner Frau Luise Amöne geborene Prinzessin von Schleswig-Holstein-Norburg (* 15. Januar 1642 auf Schloss Norburg; † 11. Juni 1685 in Öhringen), einer Tochter des Herzogs Friedrich von Schleswig-Holstein-Sonderburg-Norburg. Als Abkömmling aus der Neuensteiner Linie seines Hauses (Enkel des Kraft zu Hohenlohe-Neuenstein bzw. Urenkel des Wolfgang II. von Hohenlohe) gehörte er traditionell der evangelischen Konfession an.

## Leben

### Kindheit und Jugend
Carl Ludwig zu Hohenlohe-Weikersheim verbrachte die ersten drei Jahre seines Lebens am Geburtsort Ohrdruf in Thüringen, wohin seine Eltern wegen der Gefahren ausgewichen waren, denen die Territorien von Hohenlohe in jenen Jahren durch den Niederländisch-Französischen Krieg ausgesetzt waren. Im Jahre 1677 kehrte seine Familie in die Hohenloher Stammlande zurück, wo er bis zu seinem 19. Lebensjahr in Öhringen unter der Obhut seiner Eltern heranwuchs und für seine Schulbildung bei verschiedenen Privatlehrern Unterricht erhielt, darunter beim Stiftsprediger Christoph Lorenz Meelführer (1652–1717). Im Jahre 1693 schickte ihn sein Vater auf die Ritterakademie Rudolph-Antoniana nach Wolfenbüttel, an der er zwei Jahre zubrachte.

### Kriegsdienst und Kavalierstouren
Im Anschluss an seine Ausbildung an der Ritterakademie beteiligte er sich 1695 an einem Feldzug zum Rhein. Er tat dies als Fähnrich des Dragonerregiments beim fränkischen Reichskreis, welches unter dem Befehl von Christoph Wilhelm von Aufseß stand.
Im November 1695 begann er die für einen jungen Edelmann übliche Kavalierstour durch Europa. Diese führte ihn zunächst nach Italien, wo er zum Karneval 1696 nach Venedig kam, und dann über Bologna und Loretto zum Osterfest nach Rom. Weitere Stationen waren Neapel und Siena, wo er sich zwei Monate aufhielt. Von dort reiste er nach dem Erlernen des Italienischen über Florenz, Venedig und die Reichsstadt Augsburg zurück nach Öhringen. Dort traf er im Oktober 1696 ein.
Im Sommer 1697 verreiste er ein zweites Mal, dieses Mal nach Brüssel. Zu der Zeit residierte Kurfürst Max II. Emanuel als Statthalter der spanischen Niederlande in Brüssel und zog zahlreiche Edelleute aus ganz Europa an seinen Hof, was den Aufenthalt dort sehr erlebnisreich machte. Von Brüssel zog der junge Graf im Februar 1698 zu einem längeren Aufenthalt nach Paris. Im November 1698 traf Graf Carl Ludwig in Amsterdam ein. Nach fast zweijähriger Abwesenheit kehrte er im März 1699 nach Öhringen zurück.
Im Spanischen Erbfolgekrieg trat Graf Carl Ludwig im Rang eines Hauptmanns wieder ins Dragonerregiment des fränkischen Reichskreises ein und nahm am Feldzug des Marschalls Ludwig Wilhelm von Baden gegen Frankreich teil. Dort war er 1702 zunächst bei der Belagerung der französischen Festung Landau eingesetzt und wurde dann mit seinem Regiment zum Oberrhein abkommandiert. In der Schlacht bei Friedlingen wurde er am 14. Oktober 1702 verwundet und begab sich zur Genesung nach Basel, wo er auch seinen Bruder Johann Ernst (1670–1702) antraf, der Oberstleutnant im Fränkischen Kreisregiment der Bayreuther Kürassiere war. Dieser hatte in derselben Schlacht gegen die Franzosen eine so schwere Verwundung erlitten, dass er seinen Verletzungen am 16. November 1702 erlag. Da Graf Carl Ludwig nach dem Eintreffen der Nachricht vom Tod seines Vaters am 17. Oktober 1702 von Basel über Freiburg im Breisgau Richtung Öhringen aufbrach, musste er den schwer verletzten Bruder im Spital in Basel zurücklassen. Am 18. und 19. Dezember 1702 wurden sein Vater, Graf Johann Friedrich I., und sein Bruder Johann Ernst in der Stiftskirche Öhringen beigesetzt.

### Erste Regierungsjahre in Öhringen
Nach dem Tod des Vaters und des Bruders Johann Ernst wären neben Graf Carl Ludwig noch zwei weitere Brüder berechtigt gewesen, dem Vater in der Herrschaft zu folgen. Da aber der ältere Bruder Friedrich Kraft (1667–1709) wegen mentaler und physischer Gebrechen von seinem Vater für regierungsunfähig befunden wurde und der jüngere Bruder Johann Friedrich II. (1683–1765) mit 19 Jahren auf der Ritterakademie in Kopenhagen und somit abwesend war, quittierte Graf Carl Ludwig seinen Kriegsdienst und trat die Herrschaft in Hohenlohe-Öhringen bis zur Entscheidung einer Erbteilung für sich und stellvertretend für die beiden Brüder an. Die regierenden Grafen der Linien Hohenlohe-Langenburg und Waldenburg bestanden darauf, dass auch der kranke Graf Friedrich Kraft nicht von vornherein von der Erbfolge auszuschließen war, sondern bis zur Entscheidung über die Teilung fünf Jahre gewartet werden musste, ob sich der Gesundheitszustand Graf Friedrich Krafts bis dahin soweit gebessert hätte, dass eine Teilung der Neuenstein-Öhringer Linie in drei Herrschaftsgebiete möglich gewesen wäre.
Die kommenden fünf Jahre waren geprägt vom Fortgang des Spanischen Erbfolgekriegs, was zu andauernden Durchmärschen und Einquartierungen verschiedener Truppenteile führte, unter denen die landsässige Bevölkerung des Hohenloher Landes schwer zu leiden hatte.
Im Herbst 1707 begab sich Graf Carl Ludwig auf eine Reise nach Norddeutschland. Im Schloss Altranstädt bei Leipzig traf er sich mit dem jungen schwedischen König Karl XII., der dort wegen des Großen Nordischen Kriegs vom September 1706 bis zum September 1707 sein Hauptquartier eingerichtet hatte. In Dresden kam Graf Carl Ludwig mit dem sächsischen Kurfürsten und König von Polen, August dem Starken, zu Gesprächen zusammen. Sachsen und Polen waren zu jener Zeit Kriegsgegner des schwedischen Königs. Von Dresden reiste der Graf von Hohenlohe weiter nach Berlin, wo er Friedrich I., den Kurfürsten von Brandenburg und ersten König in Preußen, besuchte. Weitere Reisestationen waren die Reichsstadt Hamburg, die Residenzen der Welfen in Hannover und Braunschweig sowie die Reichsstadt Frankfurt am Main. Nach vier Monaten gelangte er wieder zurück nach Öhringen.
Da der ältere Bruder Friedrich Kraft auch nach fünf Jahren Wartezeit nicht regierungsfähig war, erfolgte am 30. Mai 1708 durch Losentscheid die Erbteilung zwischen Graf Carl Ludwig und seinem jüngeren Bruder Johann Friedrich II.
Graf Carl Ludwig erhielt bei dieser Landesteilung 1708 Weikersheim, Künzelsau, Hollenbach, Forchtenberg, Ernspach und die halbe Stadt Niedernhall.

### Regierender Graf von Hohenlohe-Weikersheim

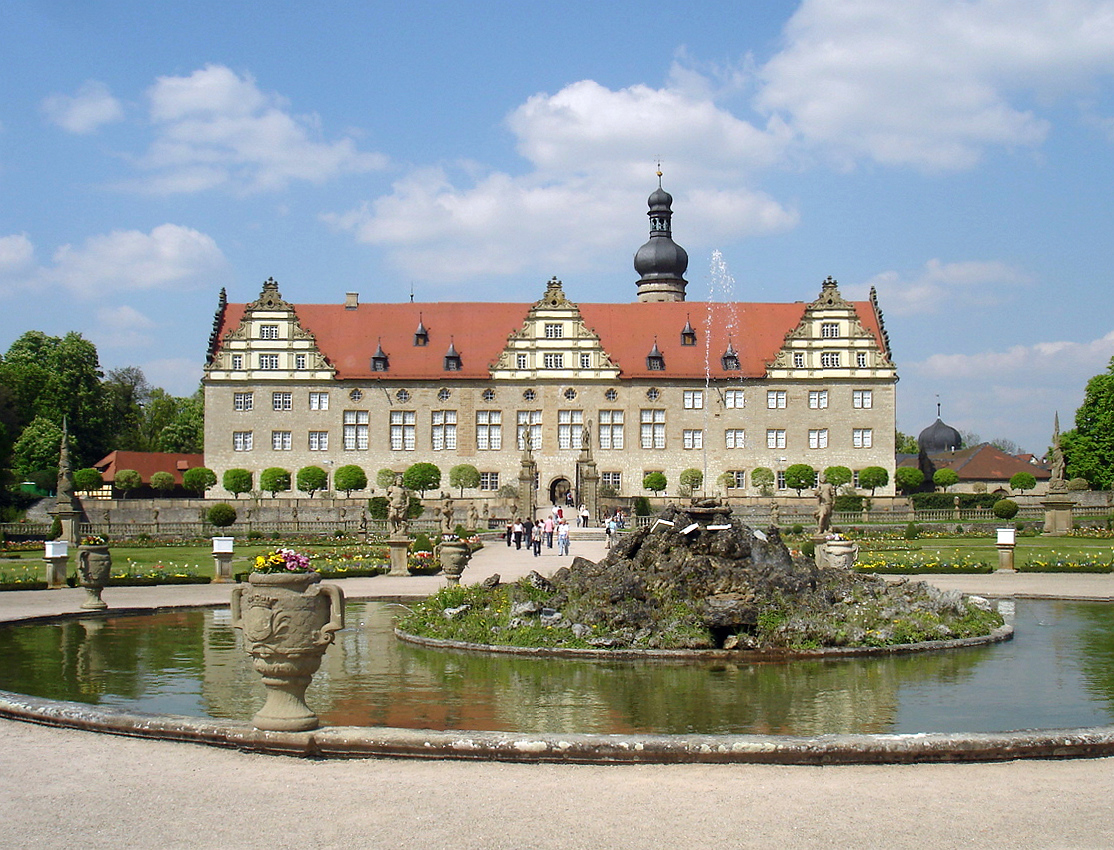
Schloss Weikersheim

Graf Carl Ludwig zog nach einem Zwischenaufenthalt auf dem Jagdschloss Hermersberg am 6. Januar 1709 feierlich in seine neue Residenz Weikersheim ein. Das dortige Schloss war seit dem Tod seines Onkels Siegfried 1684 leer gestanden.
Die langen Jahrzehnte seiner Herrschaft prägten das Erscheinungsbild des Schlosses und der Gärten von Weikersheim mit den zahlreichen Skulpturen und Wasserspielen in der barocken Form, wie sie bis heute erhalten blieb. Die Inspiration zu den Bautätigkeiten hatte er auf seinen Reisen durch Italien und Frankreich erhalten. Mit Hilfe der Baumeister Johann Jakob Börel und Johann Christian Lüttich entstanden die Orangerie sowie weitere Bauwerke. Nach 1729 etwa wurde das Jagdschloss Carlsberg errichtet, welches heute jedoch nicht mehr erhalten ist. Durch den Bauboom in Schloss und Gärten in Weikersheim erfuhren zahlreiche einheimische Handwerker und Künstler und deren Familien eine nachhaltige Förderung. Dazu zählten unter anderem der Kunstschreiner Johann Eberhard Sommer (1675–1723), der Tischler Johann Heinrich Vogt (1663–1733), Adolf Schupp und Mitglieder der fränkischen Künstlerfamilie Juncker.
1726–1729 war Graf Carl Ludwig Direktor des Fränkischen Reichsgrafenkollegiums.
Wegen seiner ruhigen und auf Ausgleich bedachten Art erhielt er im Auftrag des Kaisers mehrere ehrenvolle Kommissionen zur Schlichtung von Streitigkeiten zwischen verschiedenen Reichsständen.
Nach langer Regierungszeit war seine physische Gesundheit zunehmend angegriffen, jedoch blieben ihm seine geistigen Kräfte bis zum Tod stets erhalten. So konnte er noch regen Anteil nehmen an den Berichten, die ihn über das Erdbeben von Lissabon nach dem 1. November 1755 erreichten, als er wenige Monate vor seinem Tod 81 Jahre alt war.
Von 1743 bis zu seinem Tode 1756 war Graf Carl Ludwig Senior der evangelischen Hauptlinie Hohenlohe-Neuenstein. Das Seniorat für das Gesamthaus Hohenlohe konnte er jedoch nicht erlangen, da ihn der ältere Graf und seit 1744 Fürst Philipp Ernst zu Hohenlohe-Waldenburg-Schillingsfürst in dieser Funktion überlebte.
Der tragische Unfalltod seines einzigen Sohnes ließ keine neue Linie in Weikersheim entstehen. Die Residenz Weikersheim mit dem zugehörigen Territorium fiel beim Tod des Grafen Carl Ludwig 1756 an seinen jüngeren Bruder, den Grafen und späteren Fürsten Johann Friedrich II. von Hohenlohe-Neuenstein-Öhringen. Das Schloss in Weikersheim wurde seither nur noch sporadisch als Sommerresidenz der Neuensteiner Linien benutzt.

## Ehrungen
- Ritter des königlich-dänischen Elefantenordens[8]
- Ritter des herzoglich-württembergischen Jagdordens[11]
- Ritter des Ordre de l’union parfaite

## Nachkommen
Am 8. Juli 1711 heiratete der Graf in Weferlingen Dorothea Charlotte von Brandenburg-Kulmbach (* 15. März 1691 auf Schloss Obersulzbürg; † 18. März 1712 in Weikersheim), Tochter des Markgrafen Christian Heinrich von Brandenburg-Kulmbach und Schwester der späteren dänischen Königin Sophie Magdalene. Gräfin Dorothea Charlotte starb nach wenigen Monaten an den Pocken. 

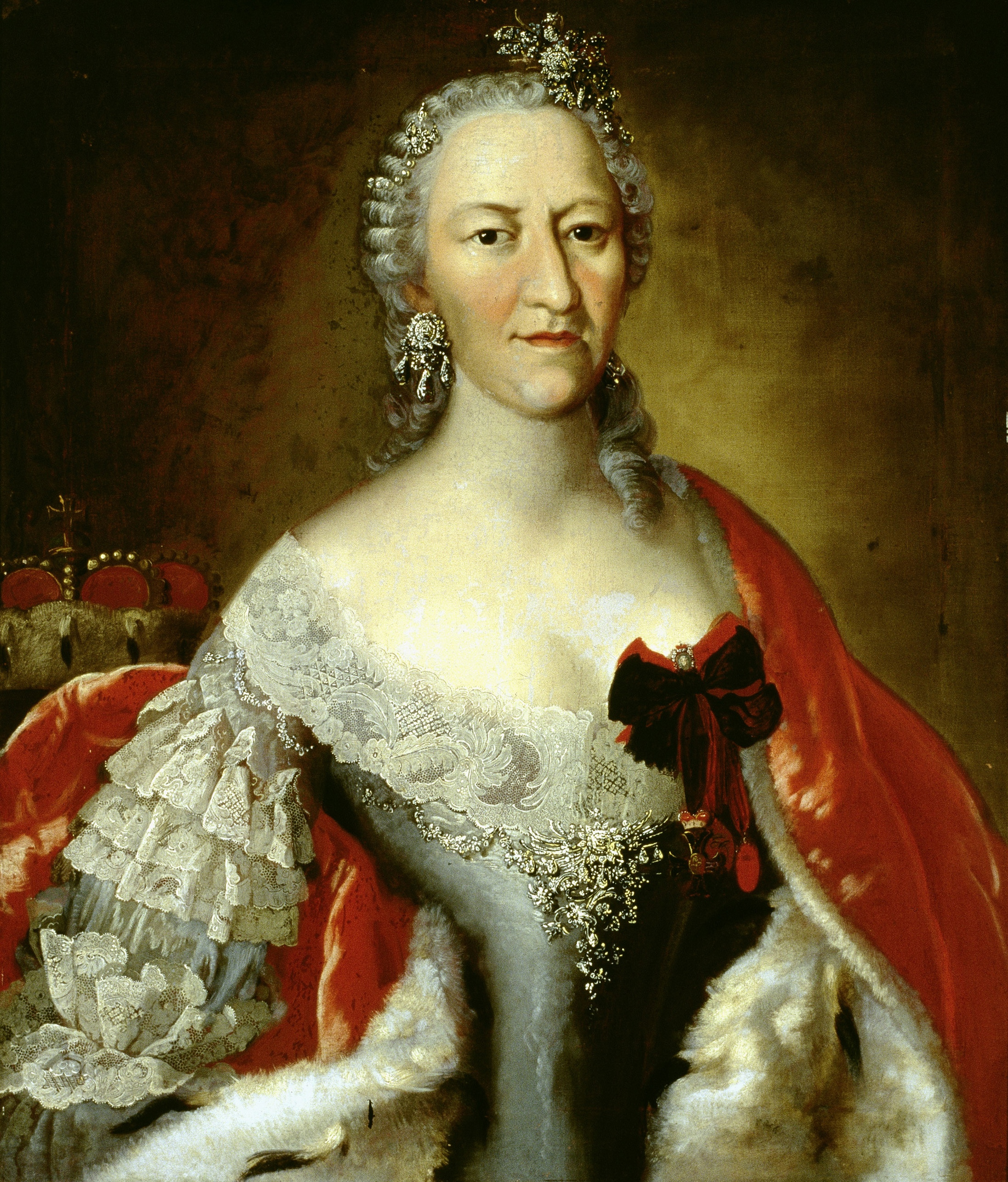
Gattin Elisabeth Friederike Sophie, Gräfin zu Hohenlohe-Weikersheim, geb. Prinzessin zu Oettingen-Oettingen

Der verwitwete Graf verheiratete sich erneut am 11. November 1713 in Oettingen. Seine zweite Frau war Prinzessin Elisabeth Friederike von Oettingen-Oettingen (* 14. März 1691 in Oettingen; † 14. Mai 1758 in Weikersheim), eine Tochter des Fürsten Albrecht Ernst II. von Oettingen-Oettingen und somit Kusine der Kaiserin Elisabeth Christine und Tante der Kaiserin Maria Theresia.

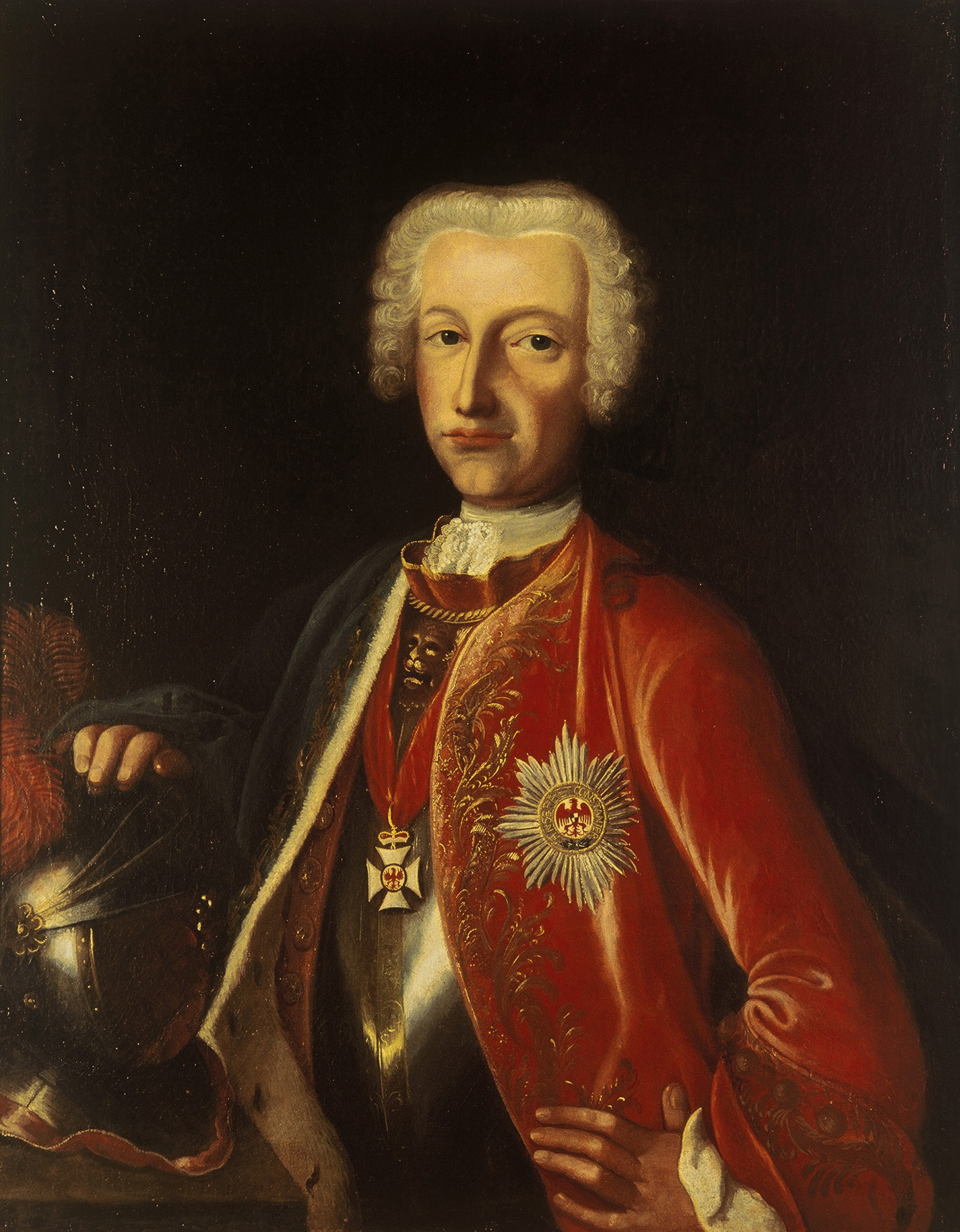
Sohn Albrecht Ludwig Friedrich, Erbgraf zu Hohenlohe-Weikersheim

Aus der zweiten Ehe gingen ein Sohn und eine im Säuglingsalter verstorbene Tochter hervor:
- Erbgraf Albrecht Ludwig Friedrich (* 24. März 1716 in Weikersheim; † 9. Juli 1744 in Weikersheim durch Sturz von einem Pferd);[14] er heiratete in Ahrensbök am 18. August 1735 Prinzessin Christine Luise von Holstein (* 27. November 1713 in Plön; † 6. April 1778 in Heilbronn); die Ehe blieb kinderlos
- Sophie Ernestine (* 22. November 1717 in Weikersheim; † 14. Januar 1718 in Künzelsau)